# Fjällfältblomfluga
Fjällfältblomfluga (Eupeodes abiskoensis) är en tvåvingeart som först beskrevs av Dusek och Laska 1973.  Fjällfältblomfluga ingår i släktet fältblomflugor, och familjen blomflugor.
Artens utbredningsområde är Sverige. Enligt den finländska rödlistan är arten otillräckligt studerad i Finland. Arten är reproducerande i Sverige. Artens livsmiljö är fjällbjörkskogar. Inga underarter finns listade i Catalogue of Life.